# Anatolia
L'Anatolia (dal greco antico ἀνατολή, ‘dal luogo ove sorge il Sole e quindi ‘Oriente’, in quanto situata a est della penisola ellenica) è una regione storico-geografica dell'Asia occidentale compresa nell'odierna Turchia. 

Anatolia (proiezione ortografica)

Conosciuta fin dall'antichità anche come Asia Minore (o anche solo Asia in senso stretto), la penisola è bagnata dal Mediterraneo a sud, dal mar Egeo a ovest, dal mar di Marmara a nord-ovest, dal mar Nero a nord, e presenta un territorio per lo più montuoso, con al centro un vasto altopiano delimitato a nord dalla catena dei monti Pontici, e attraversato a sud da quella del Tauro.

## Storia

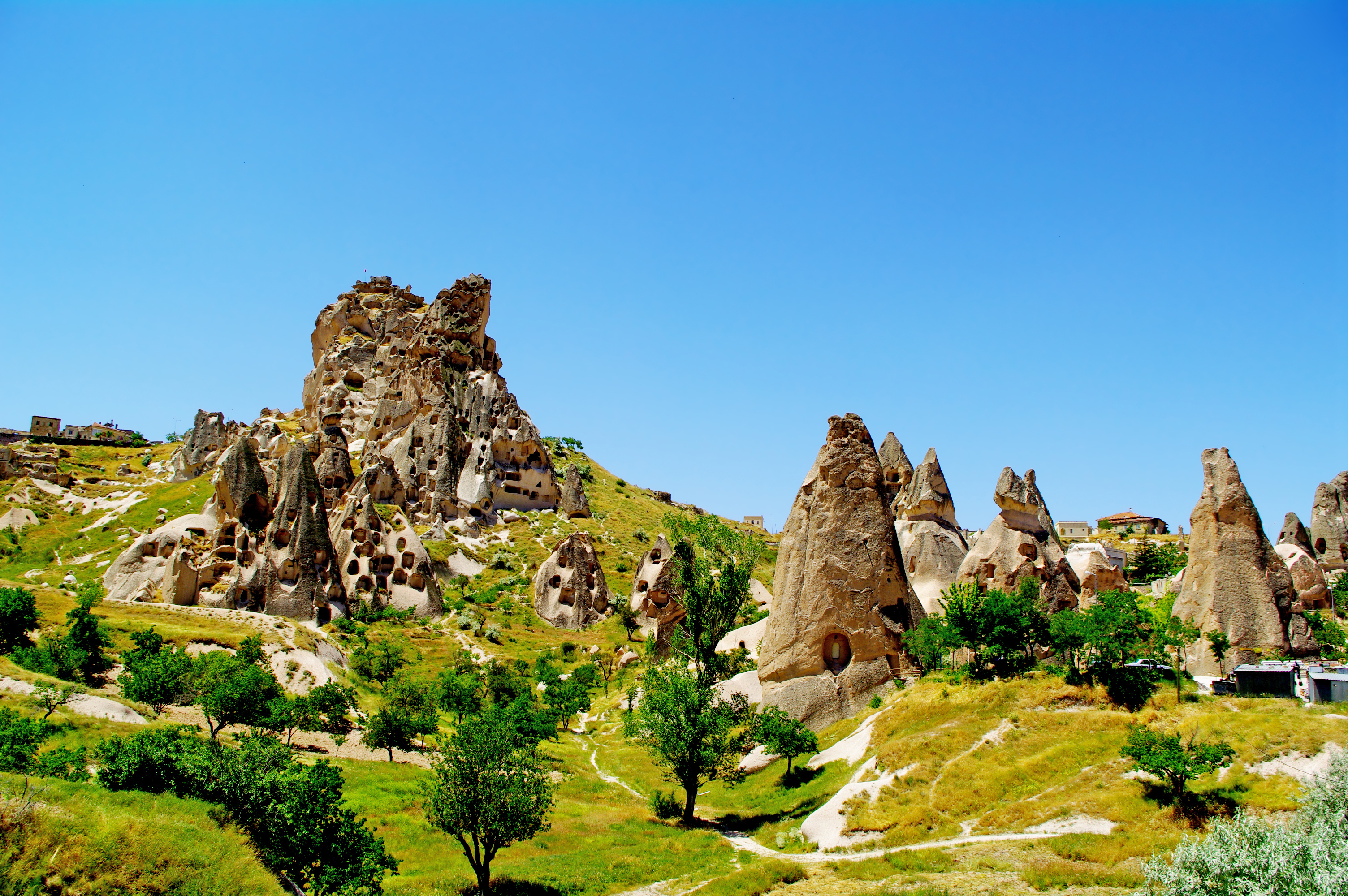
Paesaggio con abitazioni rupestri in Cappadocia, regione storica dell'Anatolia (Turchia).

Grazie alla sua posizione strategica di comunicazione fra Asia ed Europa, l'Anatolia è stata la culla di numerose popolazioni e civiltà fin dall'età preistorica: insediamenti neolitici si trovano a Çatal Hüyük, Çayönü, Nevalı Çori, Hacilar, Göbekli Tepe e Mersin. Lo stesso insediamento di Troia risale al Neolitico, e continua fino all'età del ferro. Da qui sembrerebbe essere partita una popolazione che si insediò a Creta nel 2800 a.C.

### Età antica e Medioevo

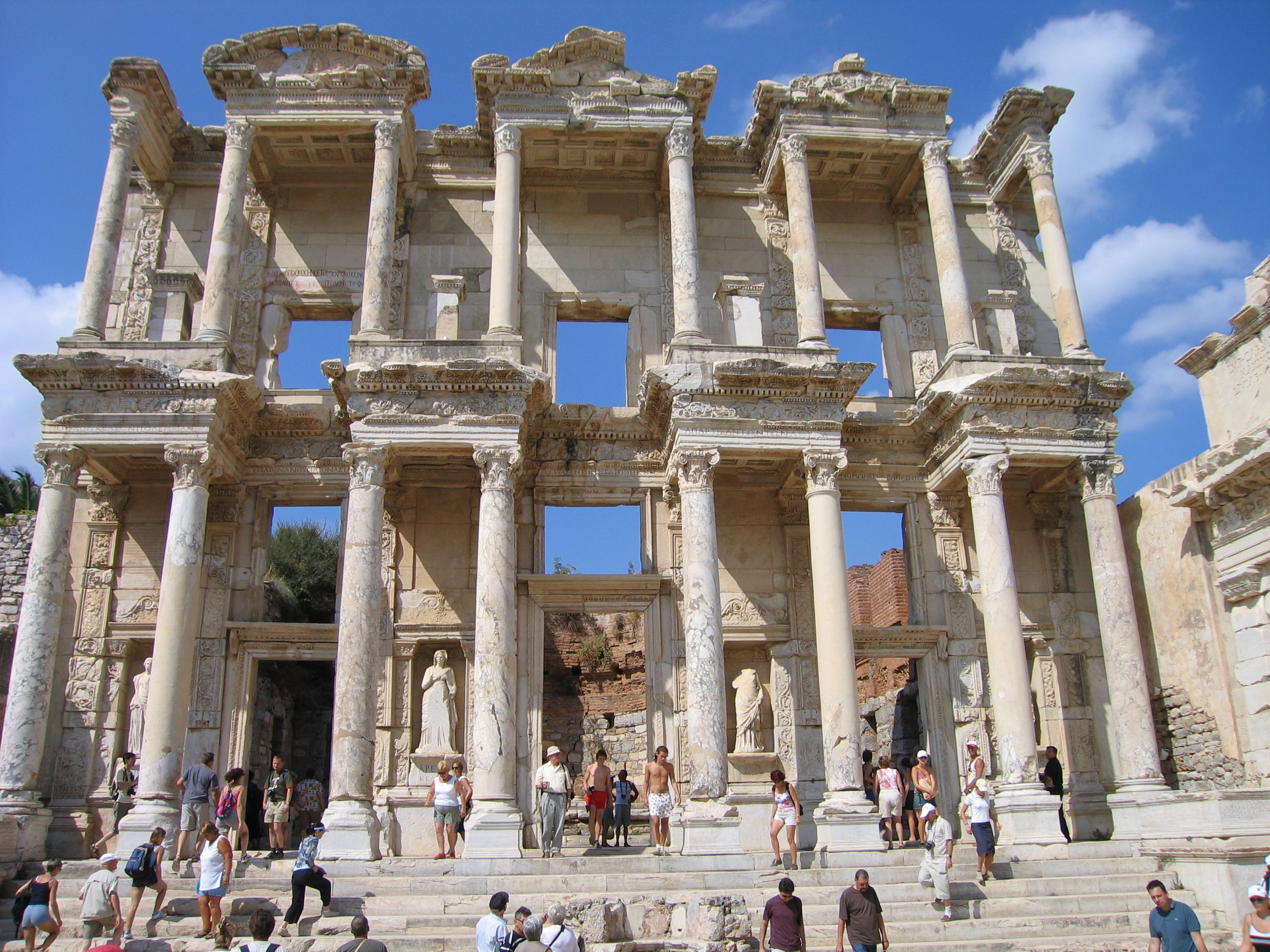
Biblioteca di Celso ad Efeso

La penisola anatolica è stata la culla di una moltitudine di civiltà e di organizzazioni statali durante tutto il corso della storia dell'umanità. Tra le varie civiltà che vi si svilupparono nell'antichità, ricordiamo gli Ittiti, i Frigi, i Traci, i Lidi, gli Armeni e gli Elleni (Greci). Incorporata negli Imperi persiano, "persiano-macedone" e romano, l'Anatolia seguì le vicissitudini di quest'ultimo, finché non fu invasa dalla stirpe tribale degli Oghuz, di etnia turca, a partire dall'XI secolo, a seguito della vittoria sull'esercito bizantino di Romano IV Diogene ottenuta nella battaglia di Manzicerta. Gli elementi turcomanni furono presto organizzati in gran parte sotto il vessillo dei turchi Selgiuchidi, i quali fondarono una fiorente e potente organizzazione statale con capitale Esfahan (i cosiddetti "Grandi Selgiuchidi") ed il Sultanato di Rum, entrambi distrutti nel corso delle grandi invasioni mongole. Altra struttura statale turca in Anatolia fu quella dei Danishmendidi.

### La conquista ottomana
Nel corso del XIV e del XV secolo gli Ottomani, anch'essi componenti della tribù turca degli Oghuz, riuscirono a imporre la propria egemonia oltre che in Anatolia anche su parti sempre più vaste del mondo bizantino e, successivamente, nella penisola balcanica: espansione coronata dalla conquista di Costantinopoli da parte del sultano Mehmet il Conquistatore (in turco Fatih Sultan Mehmet) nel 1453.
Sotto i suoi successori l'Impero ottomano continuò una politica di espansione che lo portò ad essere, alla metà del XVI secolo, durante il regno del sultano Solimano il Magnifico, la prima potenza militare ed economica d'Europa e del bacino del Mediterraneo. Con Mehmet III (1566 - 1603) l'impero subì tuttavia i suoi primi importanti insuccessi che, dal XVII secolo divennero la dimostrazione di una crescente e sempre più ingovernabile crisi militare, economica e politica.

### Età contemporanea
Tra la seconda metà del XIX secolo e l'inizio del XX secolo con il progressivo declino dell'Impero Ottomano si verificò una sempre più costante migrazione di popolazioni non-musulmane dall'Anatolia verso l'Europa, come ad esempio l'esodo dei Greci dell'Asia Minore, del Ponto e di Costantinopoli verso il neonato Regno di Grecia, verso gli Stati Uniti d'America o il resto d'Europa. 
La regione dell'Anatolia rimase di fatto una realtà multietnica fino alla prima parte del XX secolo con la coincidenza tra la fine dell'Impero Ottomano e la nascita di movimenti nazionalisti turchi che applicarono politiche discriminatorie a scapito delle altre nazionalità della regione. Durante la Prima guerra mondiale, il genocidio armeno, il genocidio dei Greci del Ponto ed il genocidio assiro segnarono una drastica riduzione e quasi scomparsa della secolare presenza armena, greca e assira in Anatolia. 
La neonata Repubblica di Turchia, sorta nel 1923 dalle ceneri dell'Impero Ottomano, riuscì ad affermare fin da subito il proprio controllo su tutta la regione dell'Anatolia. In seguito alla guerra greco-turca del 1919-1922 ciò che rimaneva della comunità dei Greci dell'Anatolia fu costretta a lasciare la regione nel quadro dello scambio di popolazioni tra Grecia e Turchia del 1923. Al giorno d'oggi la comunità dei Greci d'Anatolia conta meno di 5000 abitanti.

## Società

### Popolazioni
Fra le civiltà che si sono succedute nel controllo della zona, ricordiamo antichi regni fondati da popoli anatolici come quello ittita, quello frigio, quello lidio, quello pontico; la regione fu interessata nei secoli anche dal dominio o dal passaggio di popoli iranici, dall'insediamento di genti traciche (i Bitini) e celtiche (i Galati), dalla colonizzazione e civilizzazione greca, dalla presenza armena, dal dominio romano e poi bizantino e infine dall'insediamento di genti turche a partire dall'XI secolo.

### Lingua
A causa di questa commistione di popolazioni, nella regione si sono diffuse numerose lingue e ceppi linguistici: alcuni studiosi ipotizzano che l'Anatolia sia stato il centro di diffusione delle lingue indoeuropee verso l'Europa.

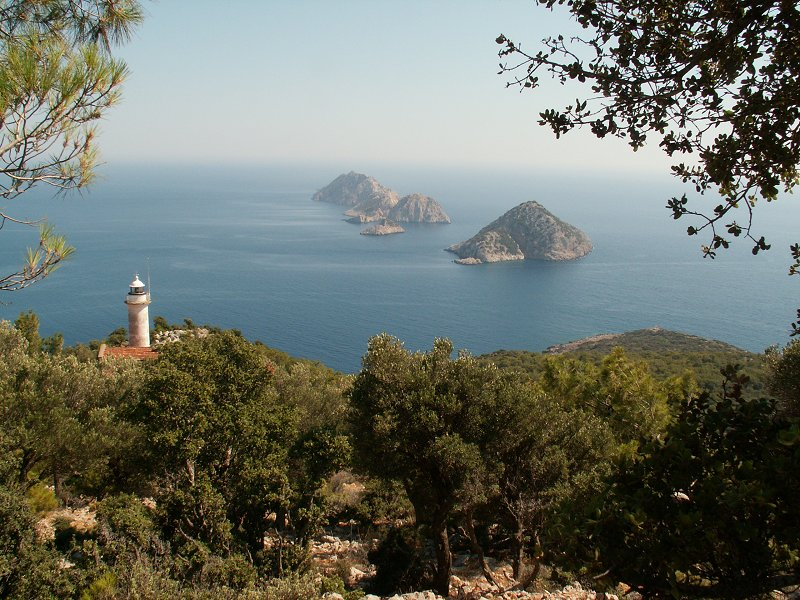
Panorama dalle coste meridionali dell'Anatolia

Oggigiorno l'Anatolia fa parte interamente della Turchia e i suoi abitanti parlano il turco, a causa dell'assimilazione conseguente alla conquista della regione da parte di genti turche che vi si insediarono a partire dall'XI secolo e in seguito al Genocidio armeno e la cosiddetta Catastrofe dell'Asia Minore nella prima metà del XX secolo. Nonostante ciò, nella zona sud-orientale, presso i confini con Iraq e Iran, permane una forte minoranza di etnia e lingua curda.

### Religioni

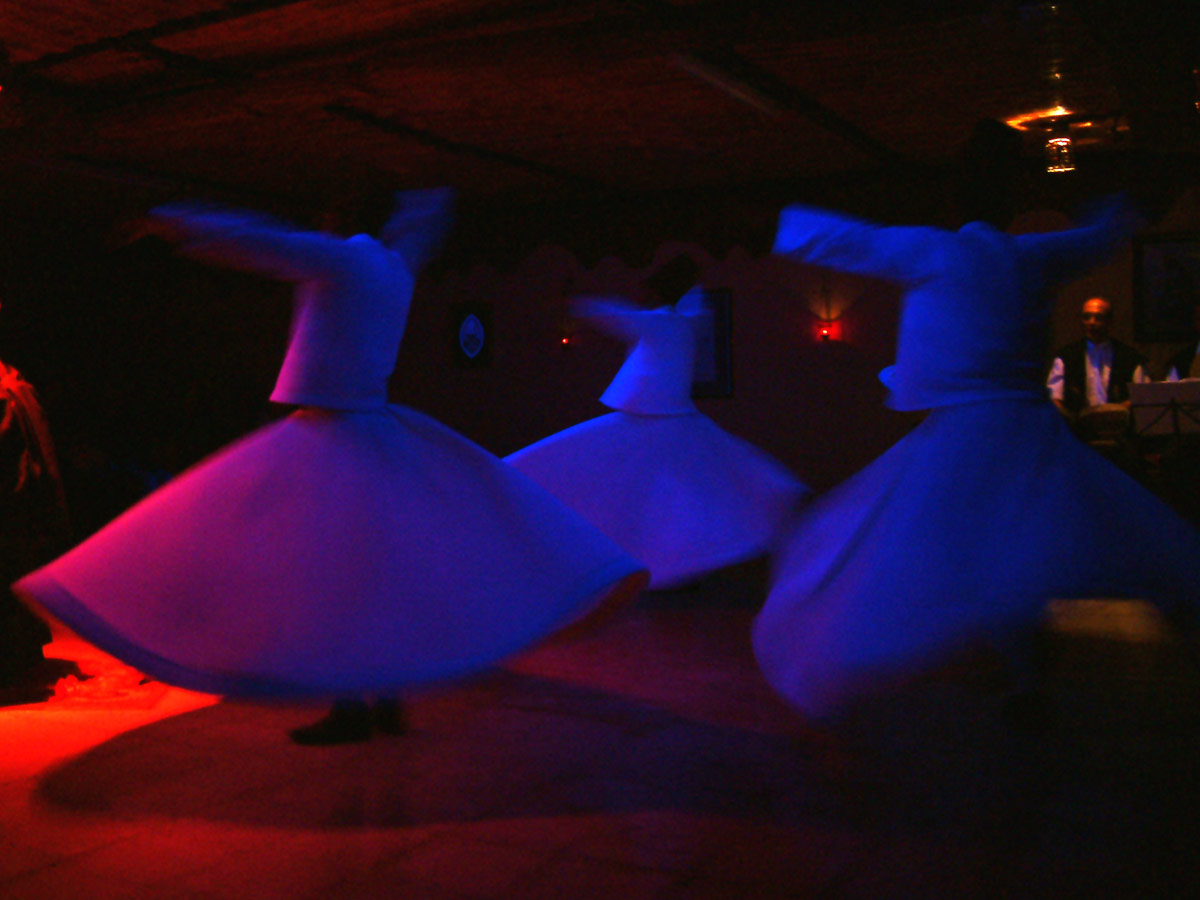
Dervisci roteanti

Musulmani sunniti e aleviti 97%, cristiani, atei e agnostici 3%.

### Clima
Convivono tre distinte realtà climatiche e conseguentemente vegetazionali: sulla fascia mediterranea si hanno estati anche molto calde e inverni miti con precipitazioni che si fanno copiose sui rilievi del Tauro maggiormente investiti dalle correnti umide mentre in diverse zone si registrano spiccati caratteri subtropicali.
C'è una vera differenza tra le regioni litoranee ed il retroterra, con regioni che sono ad altitudini maggiori. Il clima diventa più estremo in Anatolia centrale ed orientale con estati calde e asciutte in cui le temperature possono arrivare 42 °C, ed inverni freddi, nevosi a causa delle elevate altitudini; la primavera e l'autunno portano invece le piogge. La temperatura ad Ankara varia da −4 °C a 30 °C; nell'interno Erzurum a 1 869 metri di quota ha una temperatura media di 6 °C con 453 mm di precipitazioni.

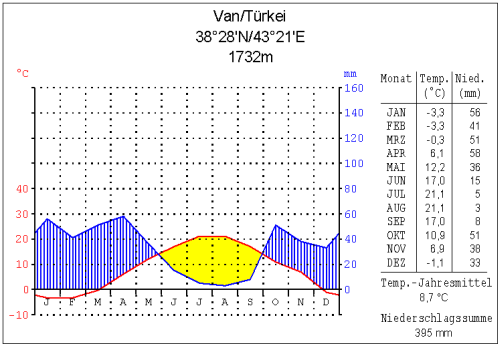
Temperature e precipitazioni medie nella città di Van (Anatolia orientale).

### Musica
Il genere musicale più popolare in Anatolia, è il türkü, che viene suonato con il saz.

## Ecosistemi

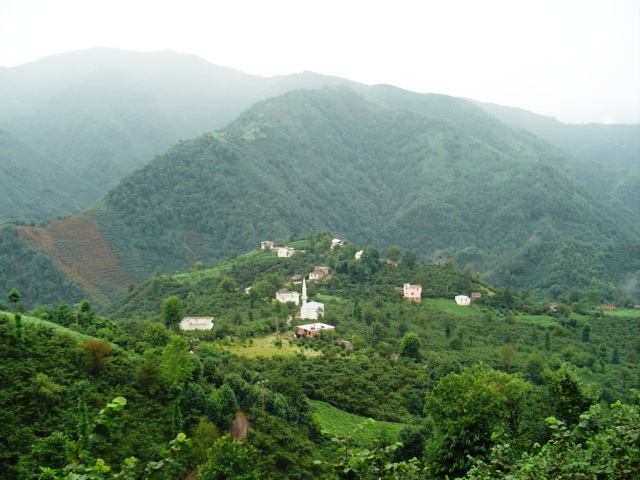
Un villaggio di montagna nella provincia di Giresun, nel nord dell'Anatolia

La diversità topografica e climatica della enorme penisola anatolica ha generato una pari diversità di flora e fauna, distribuita su tutto il territorio in primis aree ricche di conifere e caducifoglie, ma all'opposto anche aree steppose e con principi di desertificazione.